# Leucania fuliginosa
Leucania fuliginosa är en fjärilsart som beskrevs av Adrian Hardy Haworth 1809. Leucania fuliginosa ingår i släktet Leucania och familjen nattflyn. Inga underarter finns listade i Catalogue of Life.